# اتاق یک
اتاق یک فیلمی به کارگردانی  و نویسندگی رحیم رحیمی پور محصول سال ۱۳۶۵ است.

## داستان

### ایده اولیه
داستان فیلم برگرفته از یک ماجرای واقعی است. سرهنگ ابراهيم علی اصغرلو در سال ۱۳۵۹ نقشه این فرار را طراحی کرده است. 

### خلاصه داستان
سرهنگ ابراهيم علی اصغرلو، افسر چترباز، طی عملياتی در كردستان به دست اعضای «كومله» دستگير می شود. چند بار اقدام به فرار می كند، اما دستگير و به «اتاق يك»، كه ويژه نگهداری محكومان به اعدام است انتقال می يابد، چهار زندانی ديگر در اين اتاق نگهداری می شوند. ابتدا بين سرهنگ و دو مسئول ايدئولوژيك گروه مزبور بحث و جدل در می گيرد، اما بعد هر پنج نفر به هم نزديك می شوند و با نقشه ای كه سرهنگ طرح ريزی می كند؛ می گريزند.

## بازیگران
- هوشنگ توکلی
- عبدالرضا اکبری
- افراشته سمندرپور
- ناصر عرفانیان
- احمد نصر
- عباس نوذری
- اکبر نیکرو
- حامد تحصنی
- عطاءالله زاهد
- ایرج محمدبنی
- یوسف نوروزی
- علیرضا فتحی
- علی اصغر امینی
- ذبیح‌الله ذبیح‌پور
- علی مهدوی
- رحیم مهدی خانی